# Czystek monpelijski
Czystek monpelijski (Cistus monspeliensis L.) – gatunek rośliny z rodziny czystkowatych (Cistaceae Juss.). Występuje naturalnie w Europie Południowej, Azji Mniejszej, Afryce Północnej oraz Makaronezji.

## Rozmieszczenie geograficzne

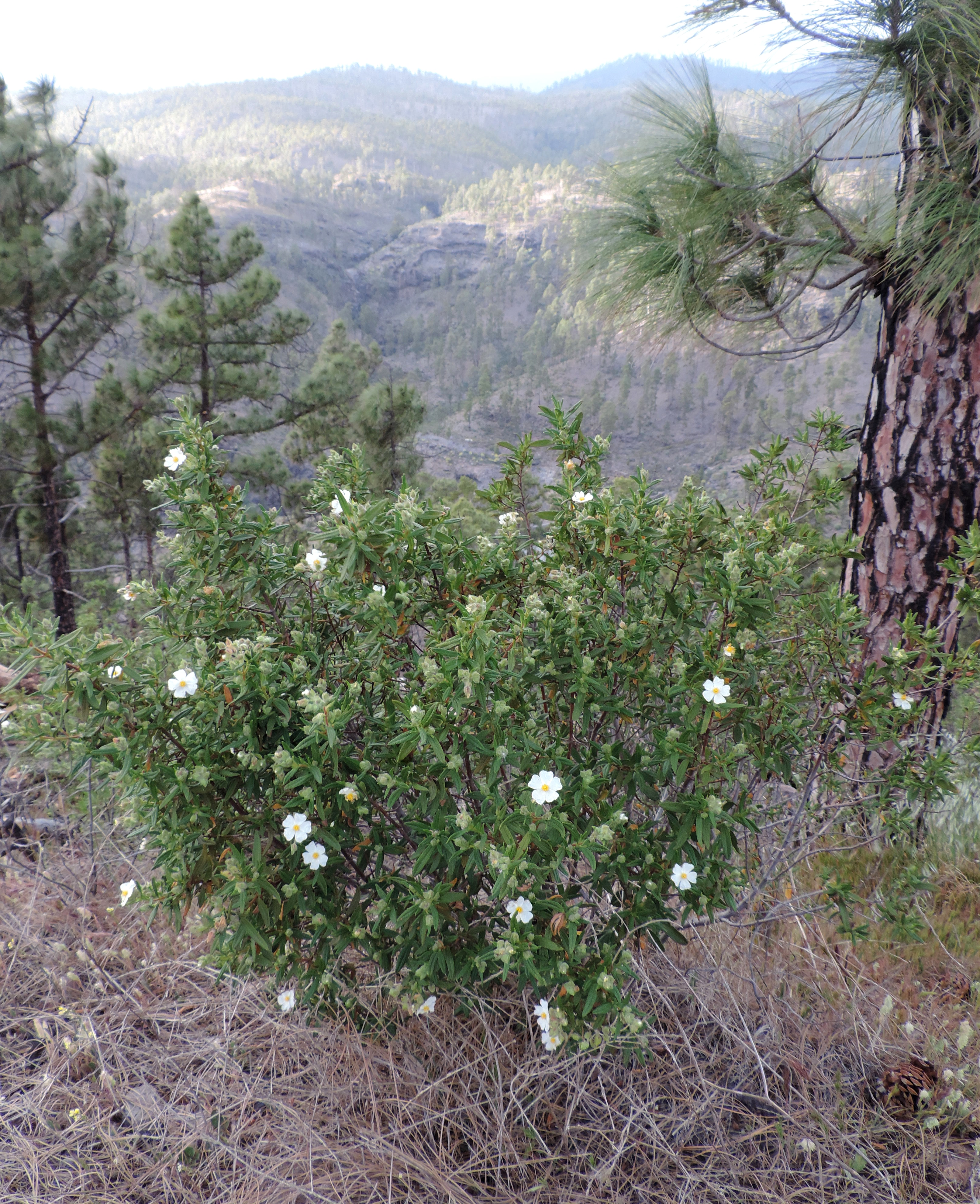
W podszycie lasu sosny kanaryjskiej na Wyspach Kanaryjskich (Gran Canaria)

Rośnie naturalnie w Europie Południowej, Azji Mniejszej, Afryce Północnej oraz Makaronezji. Spotykany jest w Portugalii, Hiszpanii (wraz z Wyspami Kanaryjskimi i Balearami), Francji, Włoszech (wliczając Sardynię i Sycylię, na wybrzeżu Dalmacji, w Grecji (także na Krecie i Wyspach Egejskich), Turcji, na Cyprze, w Tunezji, Algierii oraz Maroku. 
We Francji został zaobserwowany w departamentach Alpy Nadmorskie, Aude, Aveyron, Delta Rodanu, Charente-Maritime, Korsyka Południowa, Górna Korsyka, Gard, Hérault, Pireneje Wschodnie, Tarn, Var, Vaucluse, a także prawdopodobnie w Tarn i Garonna i Drôme, natomiast w Lozère wyginął. We Włoszech występuje w regionach Abruzja, Apulia, Basilicata, Kalabria, Kampania, Lacjum, Liguria, Molise, Sardynia, Sycylia oraz Toskania. Na Cyprze ma status gatunku autochtonicznego i jest spotykany w południowo-zachodniej części wyspy. Na Malcie także jest gatunkiem autochtonicznym, lecz rzadko spotykanym, znajduje się tam pod ochroną – w 1989 roku został wpisany do krajowej czerwonej księgi gatunków zagrożonych.

## Morfologia

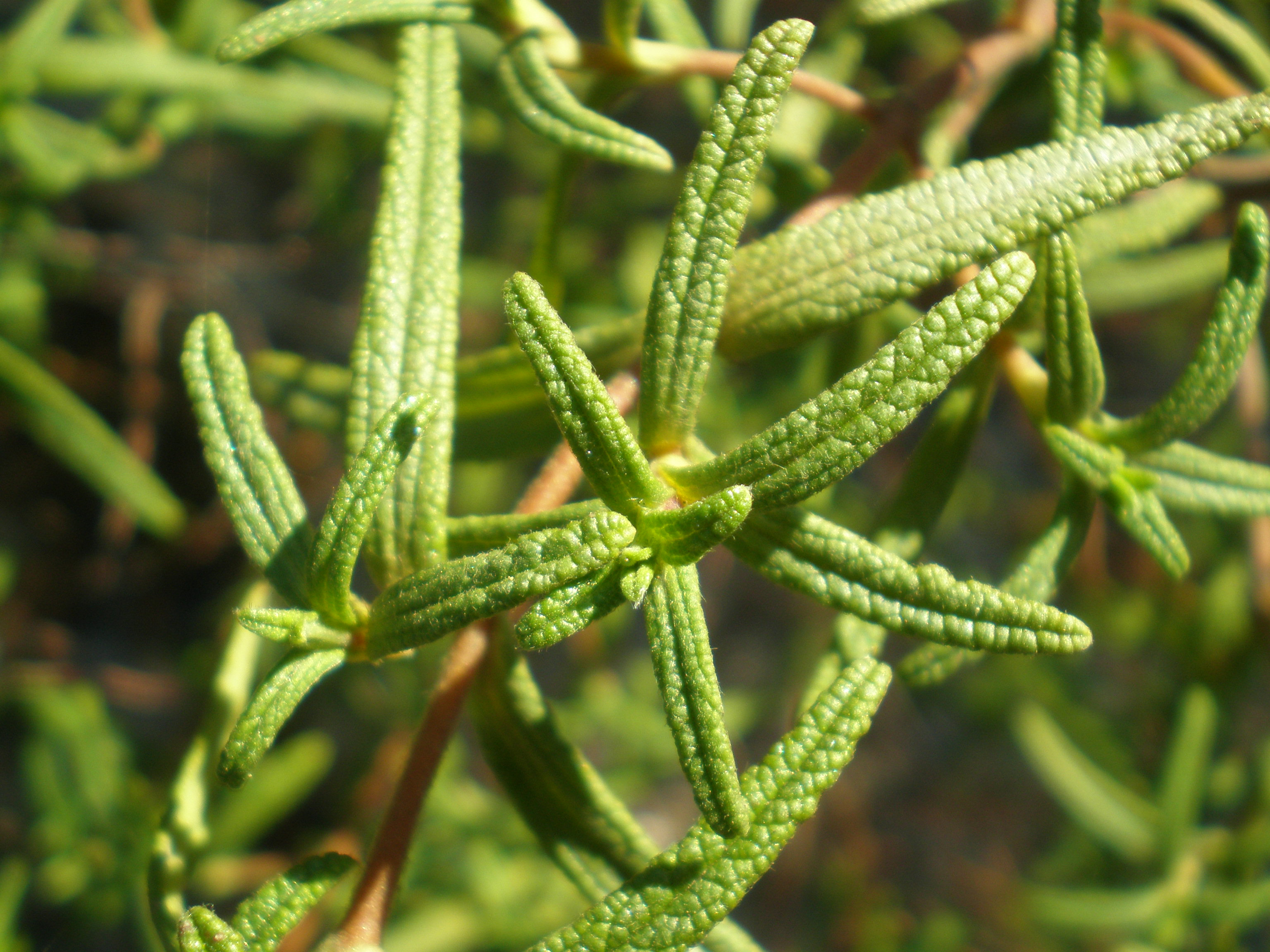
Liście mają równowąsko lancetowaty kształt

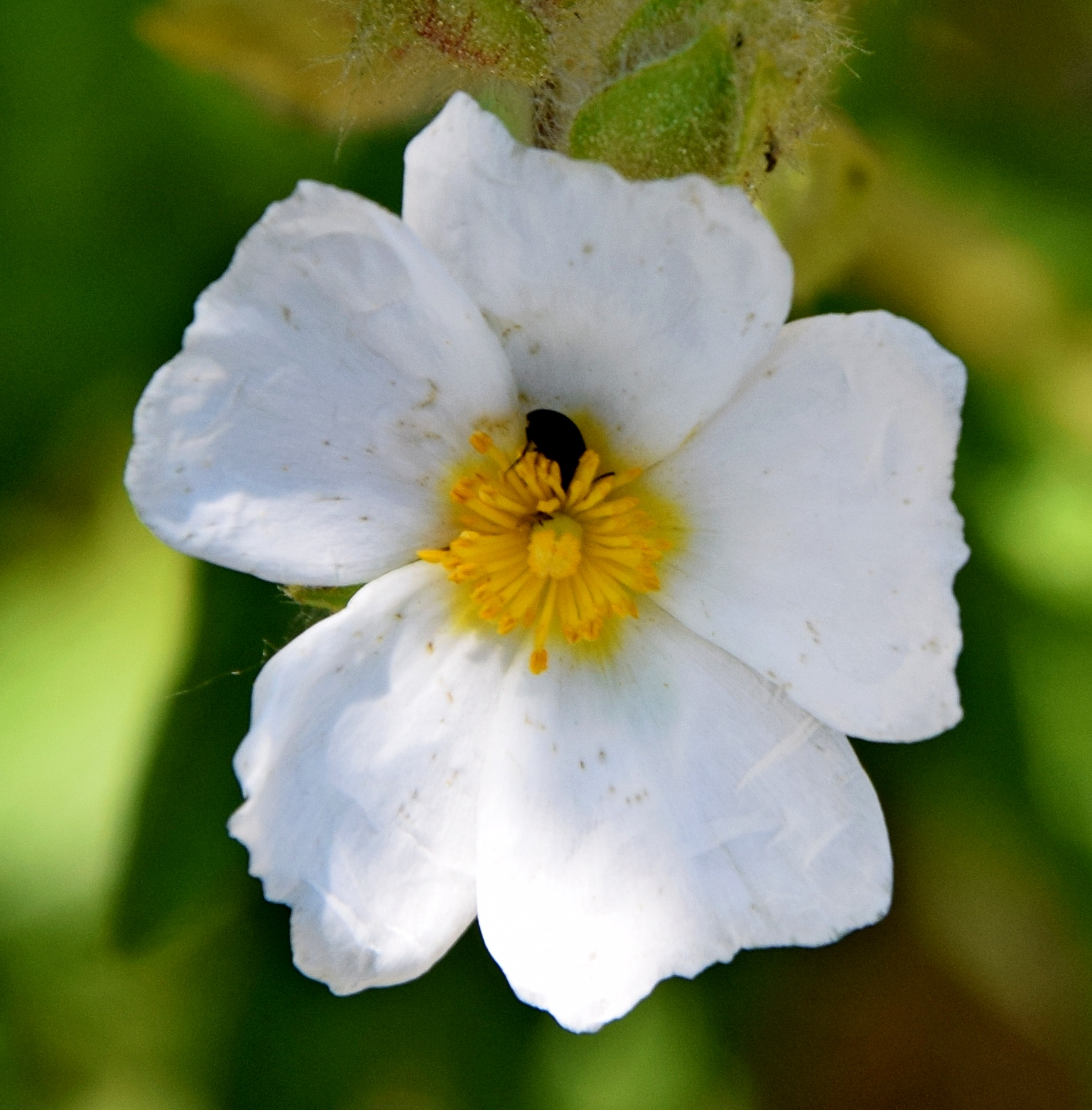
Kwiaty są pięciopłatkowe, białe z żółtą plamą u nasady

PokrójZimozielony krzew dorastający do 0,3–1,2 m wysokości. Pokrój jest zwarty. Wydziela aromat. Pędy są pokryte lepkimi gruczołami.
LiścieNaprzeciwległe, siedzące. Mają równowąsko lancetowaty kształt. Mierzą 25–50 mm długości i 4–8 mm szerokości. Mają 3 nerwy główne. Górna powierzchnia jest silnie owłosiona i ma ciemnozieloną barwę (latem mogą przebarwiać się na brązowo), natomiast od spodu są filcowate z kępkami włosków. Nasada liścia jest nieznacznie zwężona. Blaszka liściowa o lekko falistym brzegu.
KwiatyZebrane po 2–8 w jednostronne grona, osadzone na wyprostowanych szypułkach. Mają 5 działek kielicha różniących się od siebie, są pokryte mniej lub bardziej gęsto długimi włoskami. Płatków jest 5, są pomarszczone, mierzą 2–3 cm długości, mają białą barwę z żółtą plamką u nasady. Pręciki mają żółtą barwę. Szyjka słupka jest bardzo krótka. Nie mają podsadek.
OwoceTorebki o kulistym kształcie, są nagie, otwierają się na wierzchołku w pięciu zębach. Nasiona są nieco szorstkie.
Gatunki podobneRoślina jest podobna do gatunku C. clusii, który ma mniejsze liście (1–2 mm szerokości) z pojedynczym nerwem głównym. Ponadto różni się trzema działkami kielicha, które są pokryte razem z szypułką długimi białymi włoskami. Innym podobnym gatunkiem jest czystek żywicowy (Cistus ladanifer), który ma większe kwiaty – dorastające do 10 cm średnicy.

## Biologia i ekologia
Rośnie w garigu, makii oraz w suchych miejscach. We Włoszech występuje na wysokości do 700 m n.p.m., natomiast na Cyprze do 600 m n.p.m. Najlepiej rośnie w pełnym nasłonecznieniu. Preferuje podłoże o kwaśnym odczynie. Występuje od 8 do 10 strefy mrozoodporności. Kwitnie od kwietnia do czerwca. Kiełkowaniu nasion sprzyja przejście pożaru. 

## Nazewnictwo
Nazwa rodzajowa „Cistus” pochodzi od greckiego słowa „kìsthos”, które oznacza torebkę i prawdopodobnie odnosi się do owoców. Nazwa gatunkowa „monspeliensis” wywodzi się z łaciny i odnosi się do francuskiego miasta Montpellier, w okolicach którego gatunek jest obecny. 

## Zastosowanie
W medycynie ludowej stosowano tę roślinę do gojenia ran – w leczeniu ukąszeń owadów, zapalenia skóry, oparzeń, bólów stawów, a także do płukania jamy ustnej przy bólu zęba. Ponadto żywica tej rośliny jest stosowana w kosmetyce. Ma także zastosowanie jako roślina ozdobna.